# Ипатиева къща
Ипатиевата къща (на руски: Дом Ипатьева) е незапазила се до наши дни частна къща в Екатеринбург, Русия, лобно място на семейството на последния руски цар.
Намирала се е на ъгъла на улица „Карл Либкнехт“ и „Клара Цеткин“ (бившите Възнесенски проспект и Възнесенска алея съответно). В мазето на къщата в нощта на 16 срещу 17 юли 1918 година е разстрелян заедно със семейството и прислугата си последният руски император Николай II.
Къщата е построена в края на 80-те години на XIX век, купена е от руския строителен инженер Н. Н. Ипатиев през 1908 г. През 1918 г. е реквизирана, за да се настани там семейството на Николай II. За известно време след това съветската власт връща къщата на собственика ѝ, който обаче емигрира.
В периода 1927 – 1932 г. там се разполага Музеят на революцията, а след това различни кантори. Политбюро на ЦК на КПСС взима решение (1975) за нейното разрушаване, което се извършва през септември 1977 г.
През 2003 г. на мястото на разрушената Ипатиева къща е построена църквата „Храм върху кръвта“.
|  | Тази страница частично или изцяло представлява превод на страницата „Дом Ипатьева“ в Уикипедия на руски. Оригиналният текст, както и този превод, са защитени от Лиценза „Криейтив Комънс – Признание – Споделяне на споделеното“, а за съдържание, създадено преди юни 2009 година – от Лиценза за свободна документация на ГНУ. Прегледайте историята на редакциите на оригиналната страница, както и на преводната страница, за да видите списъка на съавторите. ВАЖНО: Този шаблон се отнася единствено до авторските права върху съдържанието на статията. Добавянето му не отменя изискването да се посочват конкретни източници на твърденията, които да бъдат благонадеждни. |